# Harald Ernberg
Johan Harald Ernberg, född 16 augusti 1874 i Augerums socken, Blekinge län, död 25 maj 1944 i Engelbrekts församling, Stockholm, var en svensk läkare. Han var bror till Ivar och Jarl Ernberg samt kusin till Otto, Axel och Albert Ernberg.

## Biografi
Ernberg blev medicine licentiat 1902, medicine doktor vid Karolinska institutet 1905, var 1899–1906 amanuens och underläkare vid olika sjukhusinrättningar i Stockholm. Åren 1911–1920 var han docent i pediatrik vid Karolinska institutet och från 1911 överläkare vid Sachsska barnsjukhuset i Stockholm. Ernberg var från 1906 kronprinsens och kronprinsessans läkare och från 1921 livmedikus. Ernberg utgav ett flertal skrifter angående njursjukdomar och spädbarnsvård. Han är begravd på Norra begravningsplatsen utanför Stockholm.

## Utmärkelser

### Svenska utmärkelser
- Konung Oscar II:s och Drottning Sofias guldbröllopsminnestecken, 1907.[6]
- Konung Gustaf V:s jubileumsminnestecken med anledning av 70-årsdagen, 1928.[7]
- Kommendör av första klassen av Vasaorden, 6 juni 1939.[8]
- Kommendör av andra klassen av Vasaorden, 6 juni 1930.[9]
- Riddare av första klassen av Vasaorden, 1905.[10]
- Riddare av Nordstjärneorden, 1917.[11]

### Utländska utmärkelser
- Kommendör av första graden av Danska Dannebrogorden, tidigast 1935 och senast 1940.[12][13]
- Ledamot (fjärde klassen) av Brittiska Victoriaorden, tidigast 1918 och senast 1921.[14][15]